# Kasteel Stein

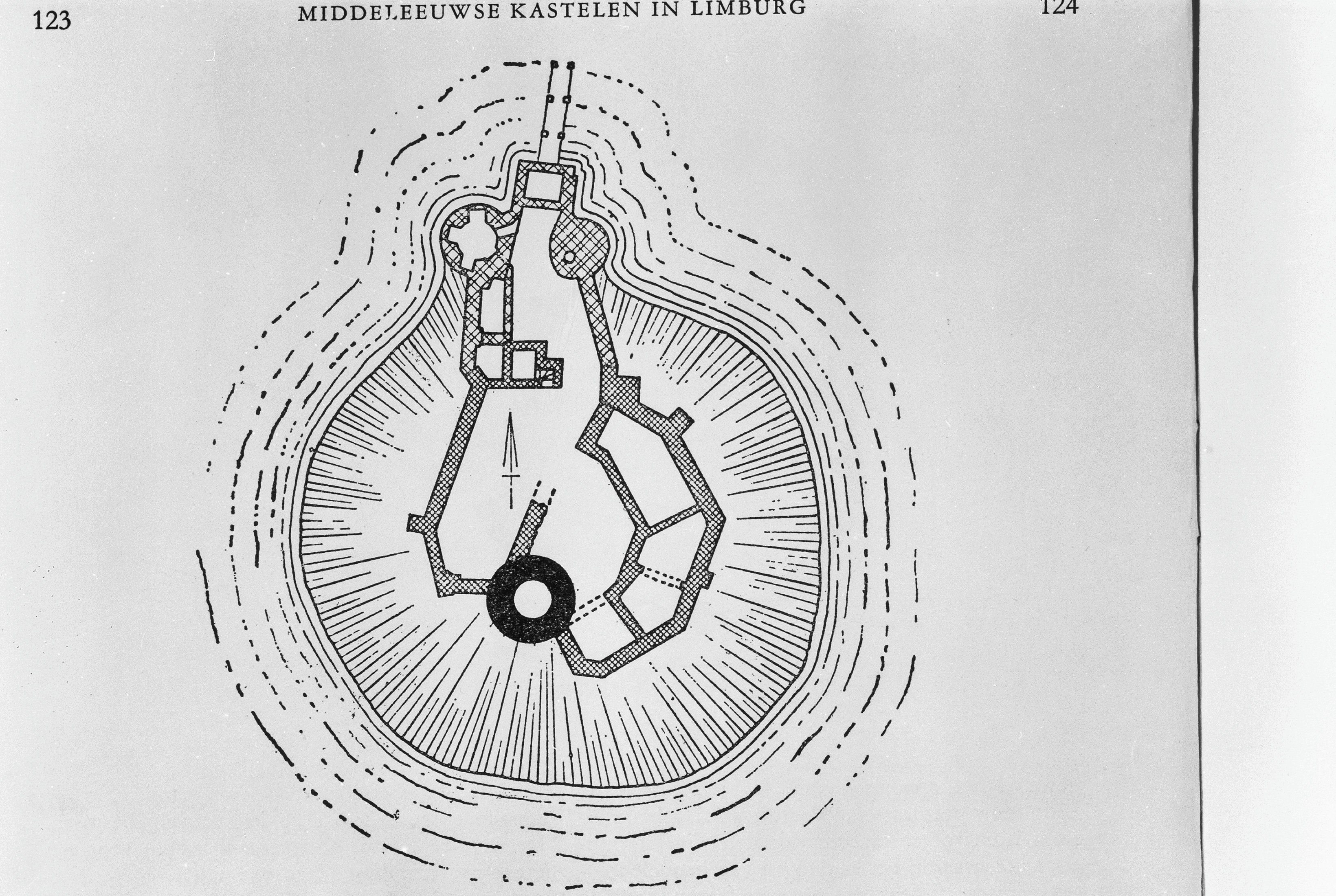
Plattegrond

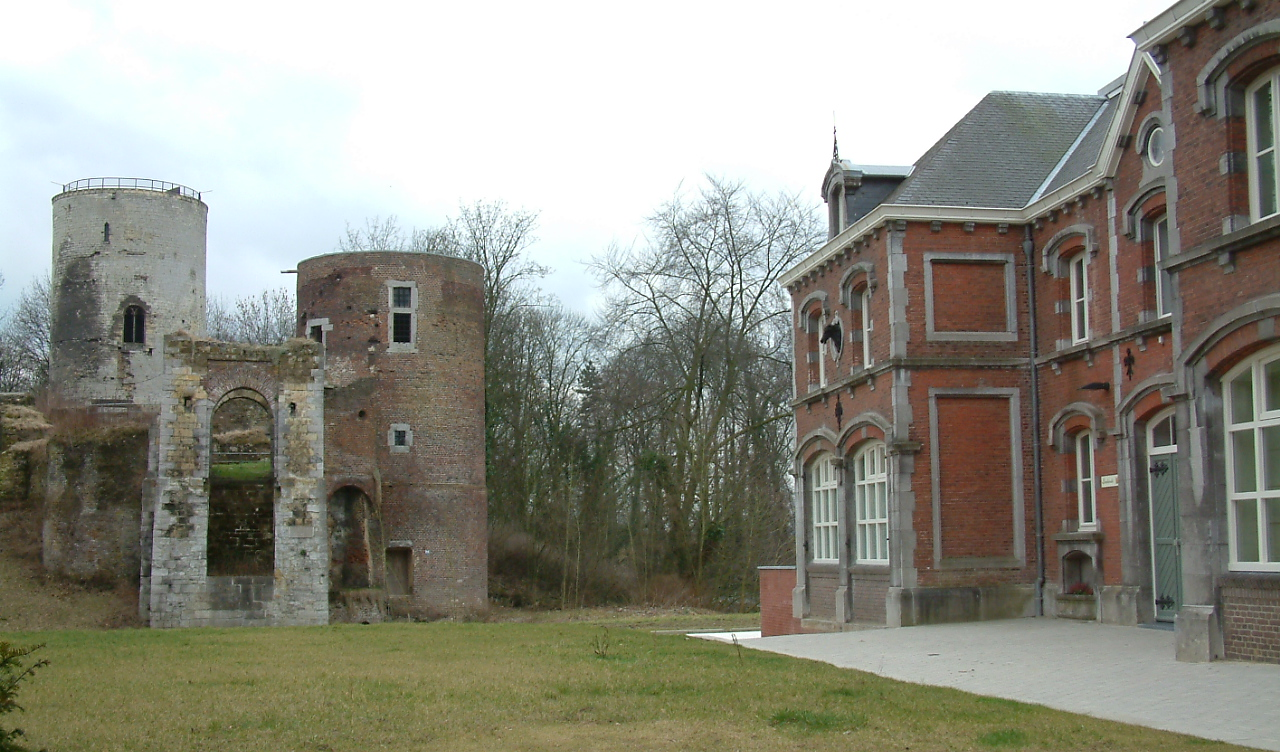
Kasteel Stein, binnenplaats gezien vanaf de toegangspoort met links op de achtergrond de oude donjon de "Witte Toren" gelegen op de motte, rechts daarvan de z.g. "Rode Toren" en geheel rechts het koetshuis in de westvleugel

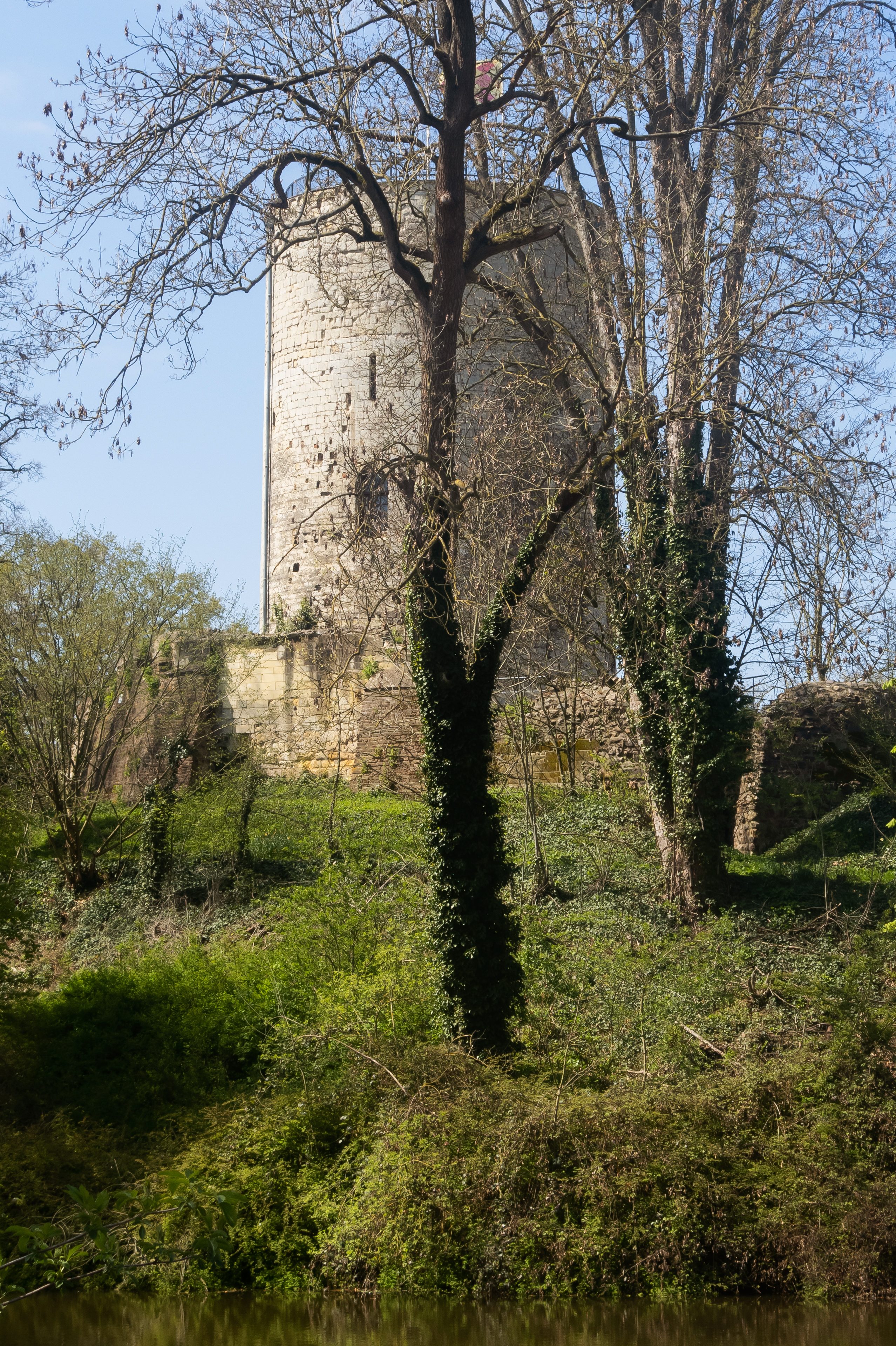
Kasteel Stein, de donjon of "Witte Toren" op de motte

Kasteel Stein ligt ingeklemd tussen het dorp Stein en het Julianakanaal. Het is een omgracht complex dat bestaat uit een ruïne van een oude hoofdburcht met voorburcht, een noordvleugel met toegangspoort, een westvleugel met koetshuis en een oostvleugel.

## Bouwgeschiedenis
De hoofdburcht of "Bovenste Slot" omvat een mottekasteel op een natuurlijke verhoging met een forse mergelstenen donjon uit ca. 1200, "Witte Toren" genaamd. In de 13e eeuw werd een veelhoekige ringmuur om een binnenplein aangelegd. Van een tegen de ringmuur gebouwde grote zaal met woonvertrekken zijn alleen nog de tongewelfde kelders aanwezig. Van een eveneens 13e-eeuwse vierkante poorttoren aan de noordzijde van de burcht zijn slechts enkele restanten over. De zogenaamde "Rode Toren" en de puttoren welke ernaast ligt, zijn gebouwd door Jan van Heinsberg en stammen uit ca. 1450.
De voorburcht of "Benedenste Slot" is lager gelegen dan de hoofdburcht. Een tussengelegen gracht werd rond 1840 gedempt. Van de voorburcht zijn slechts de mergelstenen funderingen overgebleven. De torenvormige toegangspoort in de noordvleugel is 16e-eeuws. Het mansardehelmdak op de poort stamt uit ca. 1730 toen de poort tevens werd verhoogd.
De oostvleugel is een neoclassicistisch gepleisterd landhuis uit twee lagen en dateert uit 1840. De westvleugel uit ca. 1850 omvat een eveneens neoclassicistisch koetshuis met uitspringende hoekdelen. Zowel oost- als westvleugel zijn gebouwd in opdracht van de Luikse familie Grissard. Buiten de omgrachting is een park aangelegd.
De gracht rond de burcht werd oorspronkelijk gevoed door de Putbeek die gevoed werd door de Zonput. Toen de Zonput droogviel schakelde men over op kanaalwater om de gracht te voeden. Tot het landgoed van het kasteel behoorde vroeger ook een windmolen en een watermolen.

## Woongeschiedenis

### Eerste bewoners
De oorsprong van het kasteel is een waterburcht. De eerste gedocumenteerde bewoner was Herman van Elsloo, die (zoals het verhaal wordt verteld) na een ruzie met zijn broer Arnold de burcht Elsloo verlaat en op een steenworp afstand van Elsloo deze burcht betrekt. Deze Herman werd bekend door zijn kruistocht naar het Heilige Land van 1218 tot 1220. Zijn zoon Arnold noemde zich de eerste heer van Stein.

### Vier geslachten in de 14e en 15e Eeuw
In 1390 stierf het oorspronkelijke geslacht van de heren van Stein uit. De titel ging over naar Daniël VI van Merwede, dijkgraaf van de Groote Waard (tegenwoordig Zuid-Holland), zij het dat de titel ook werd opgeëist door andere familieleden van de vorige heren van Stein. Na Daniël van Merwede kwam zijn schoonzoon Willem van Brederode in bezit van het kasteel, en vervolgens Jan van Heinsberg, van 1419 tot 1455 prins-bisschop van Luik.

### Bronckhorst Batenburg
in 1465 kwam het kasteel door verkoop toe aan Herman van Bronckhorst-Batenburg (1430-1520). Rond 1500 werd zijn gelijknamige kleinzoon er geboren. In 1556, een jaar voor zijn dood, maakte deze Herman in het kasteel zijn testament op, samen met zijn vrouw Petronella van Praet (1501-1594).

### Merode
in 1624 ging het bezit over aan Floris Van Merode (1598-1638) vanwege het huwelijk met Anna Maria Sidonia van Bronckhorst-Batenburg-Steyn. De "Witte Poort van Stein" werd in het Partagetraktaat van 1661 als Valkenburgs buitenleen onder Staatse soevereiniteit  geplaatst.

### Kinsky
Een honderdtal jaren later ging het bezit over aan het Boheemse geslacht Kinsky. Tijdens de Franse Revolutie eindigde het bewind van de Kinsky's en werd het bezit over een aantal erfgenamen verdeeld. De nieuwe eigenaar werd dan voor een groot deel de baron Van der Marck.

### Latere jaren
Tussen 1795 en 1815 kocht een gravin van Wickenburgh alle aandelen van Stein op en werd daarmee de nieuwe eigenaresse. Haar zoon verkocht het kasteel in 1828 aan de Luikse arts Joseph Maximiliaan Dejaer. Zijn weduwe Marie Eleonore Dejaer-Grisard liet rond 1850, enkele jaren na de dood van haar man, een landhuis bij het kasteel bouwen. Het landgoed omvatte toen ruim 263 hectare. De volgende eigenaar was de Luikse rentenier Edward Wauters. Deze liet omstreeks 1860 het koetshuis bouwen. Wauters verkocht het landgoed, dat toen was uitgebreid tot 327 hectare, in 1910 aan de barones De Villenfagne de Sorinnes.
In 1917 werd het kasteel en het park opgekocht door een houtspeculant, die nadat een kapverbod voor het terrein werd afgekondigd, het complex doorverkocht aan de congregatie van de Missionarissen van het Heilig Hart. Vanaf die tijd brak een rustige periode aan voor het kasteel, dat in de volksmond het "Missiehuis" werd genoemd.

## Afbeeldingen

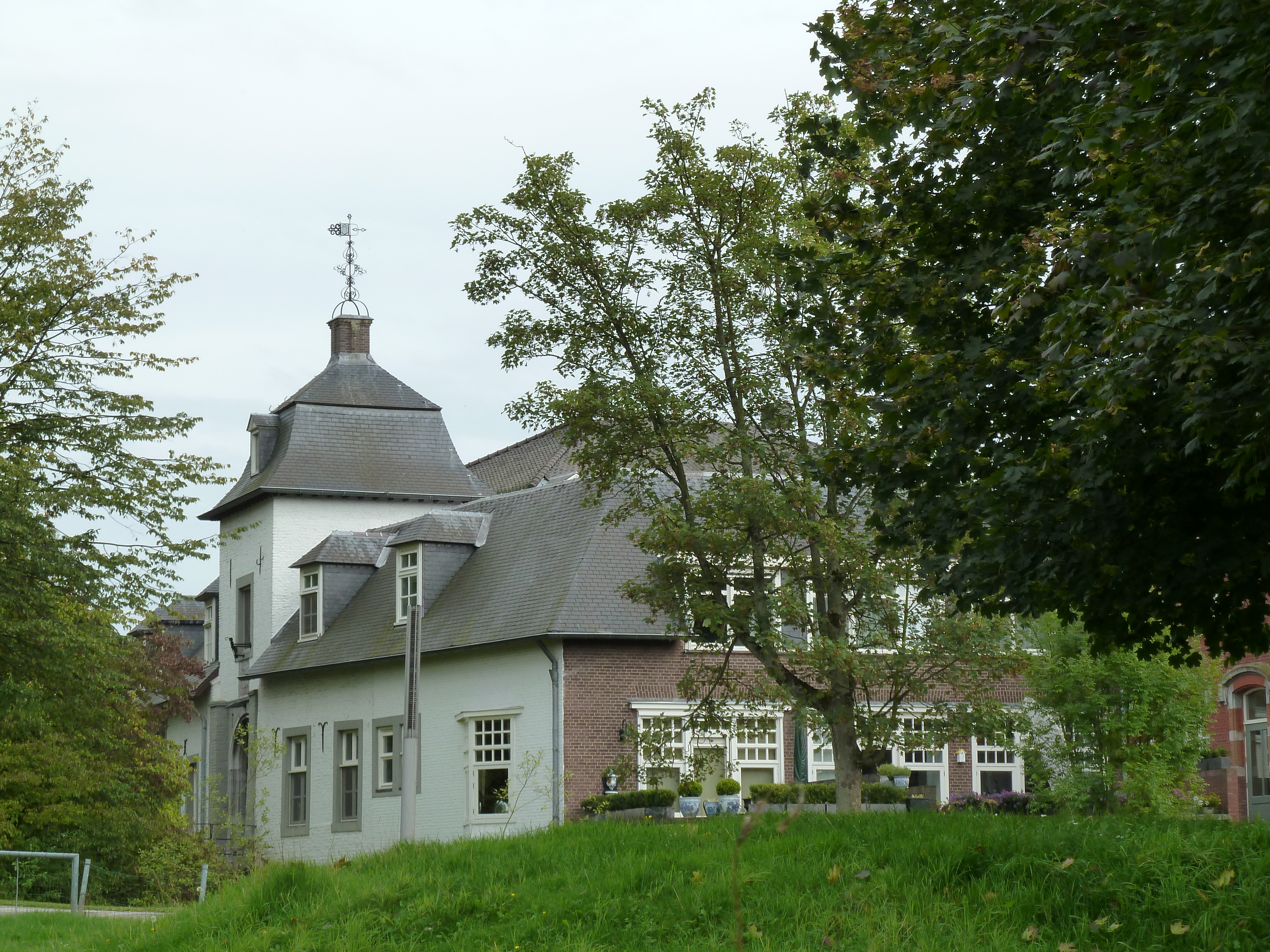
Voorburcht
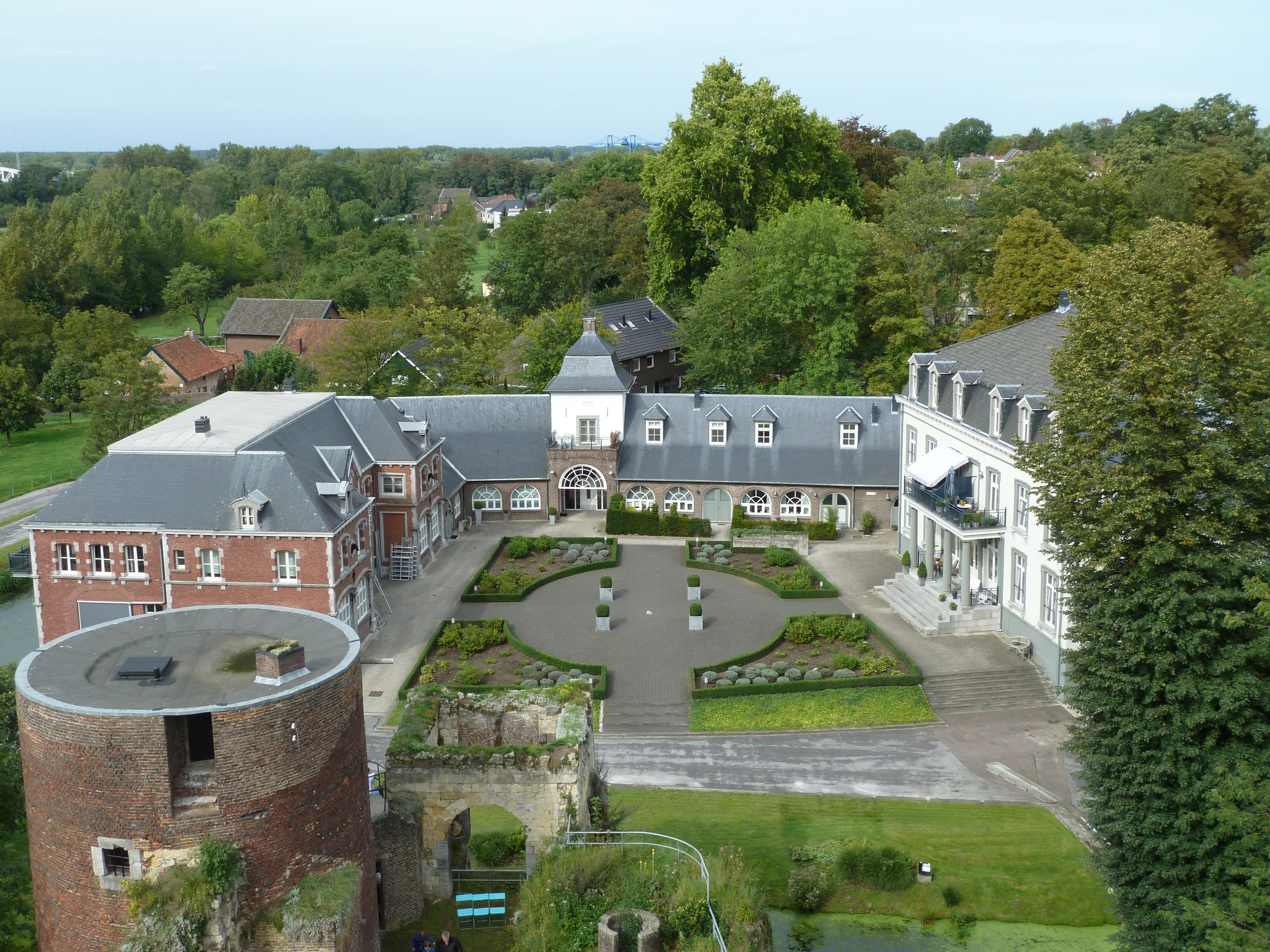
Binnenterrein voorburcht
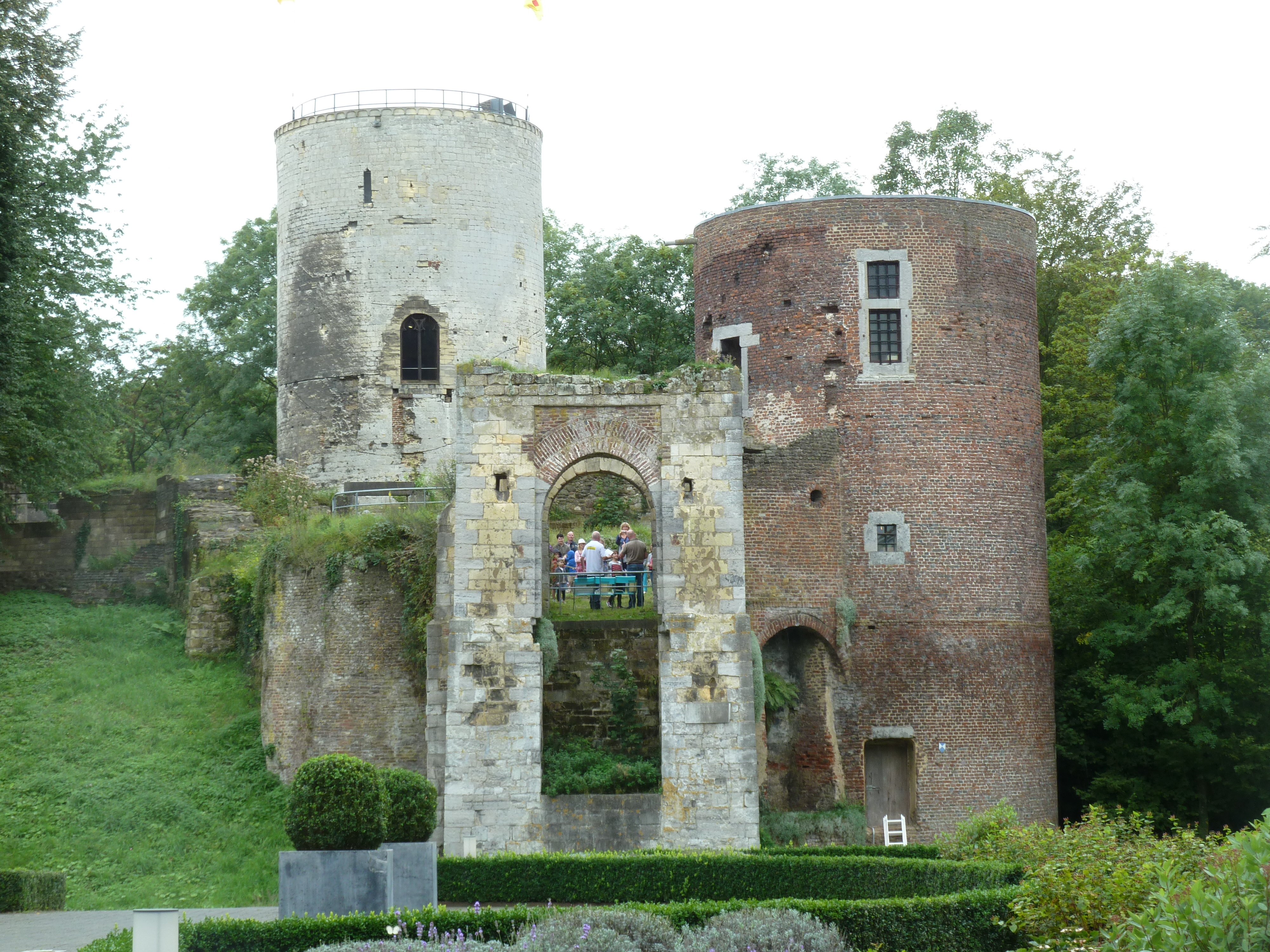
Hoofdburcht met de twee torens
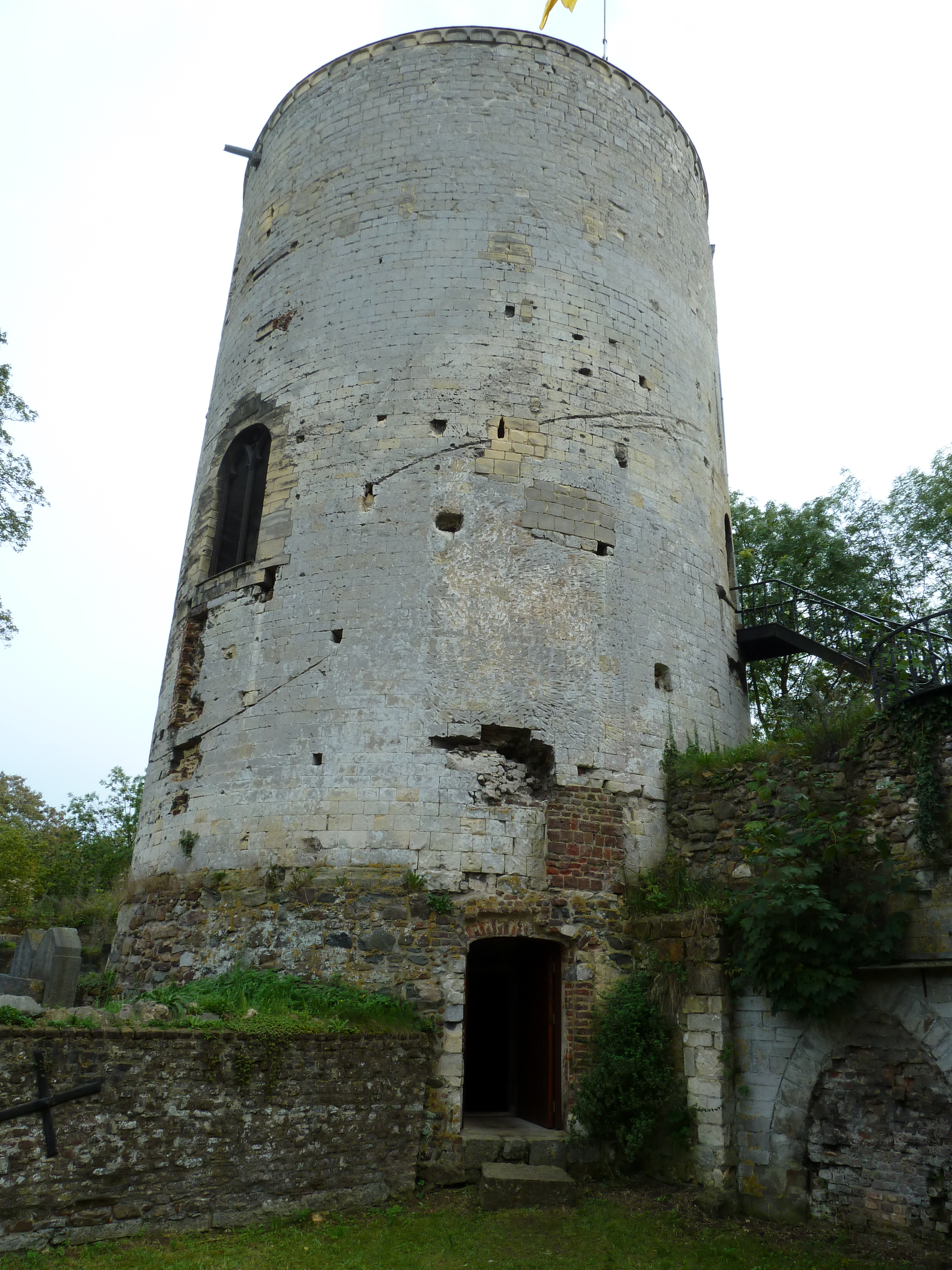
De witte toren
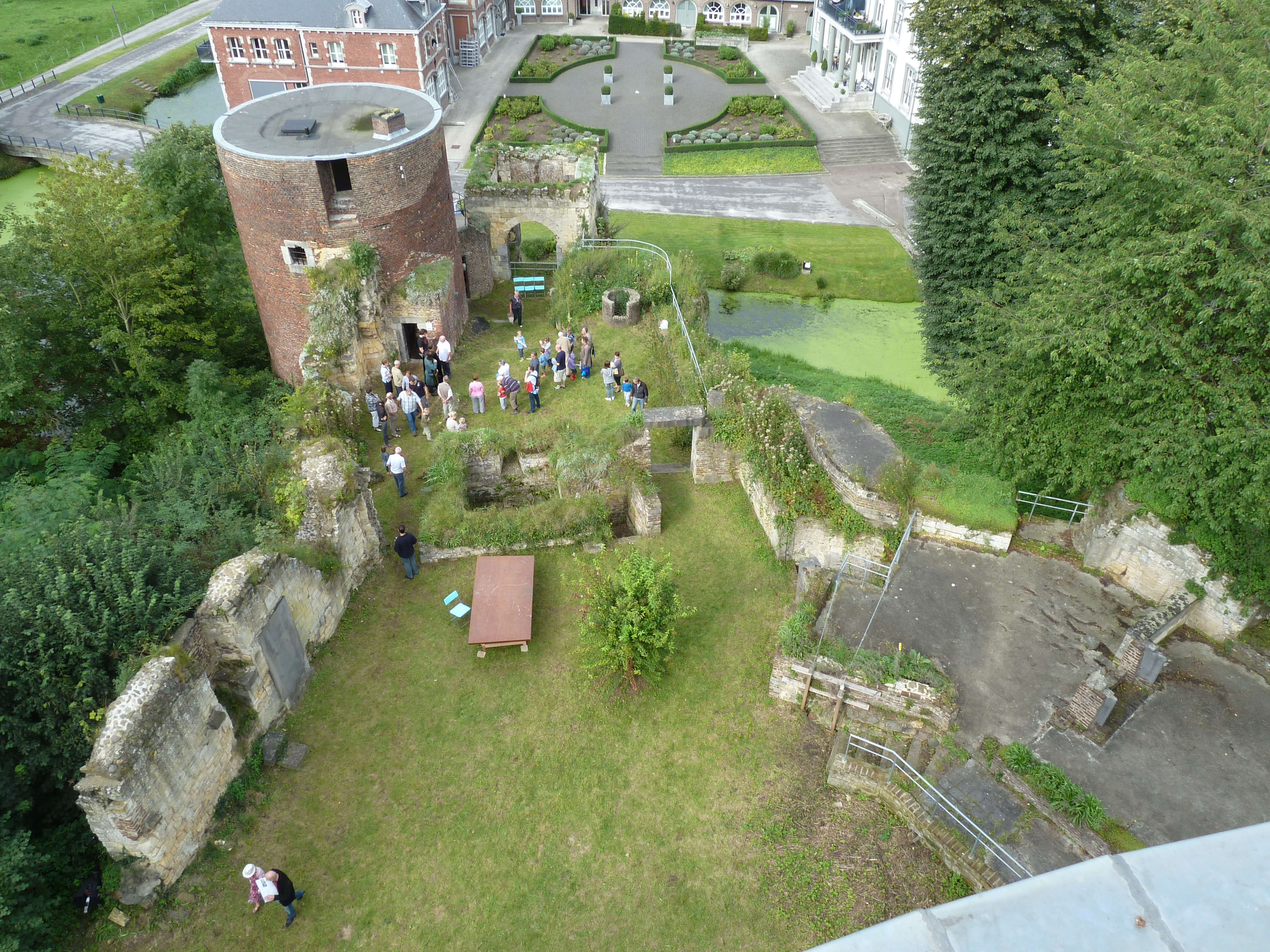
Binnenterrein hoofdburcht
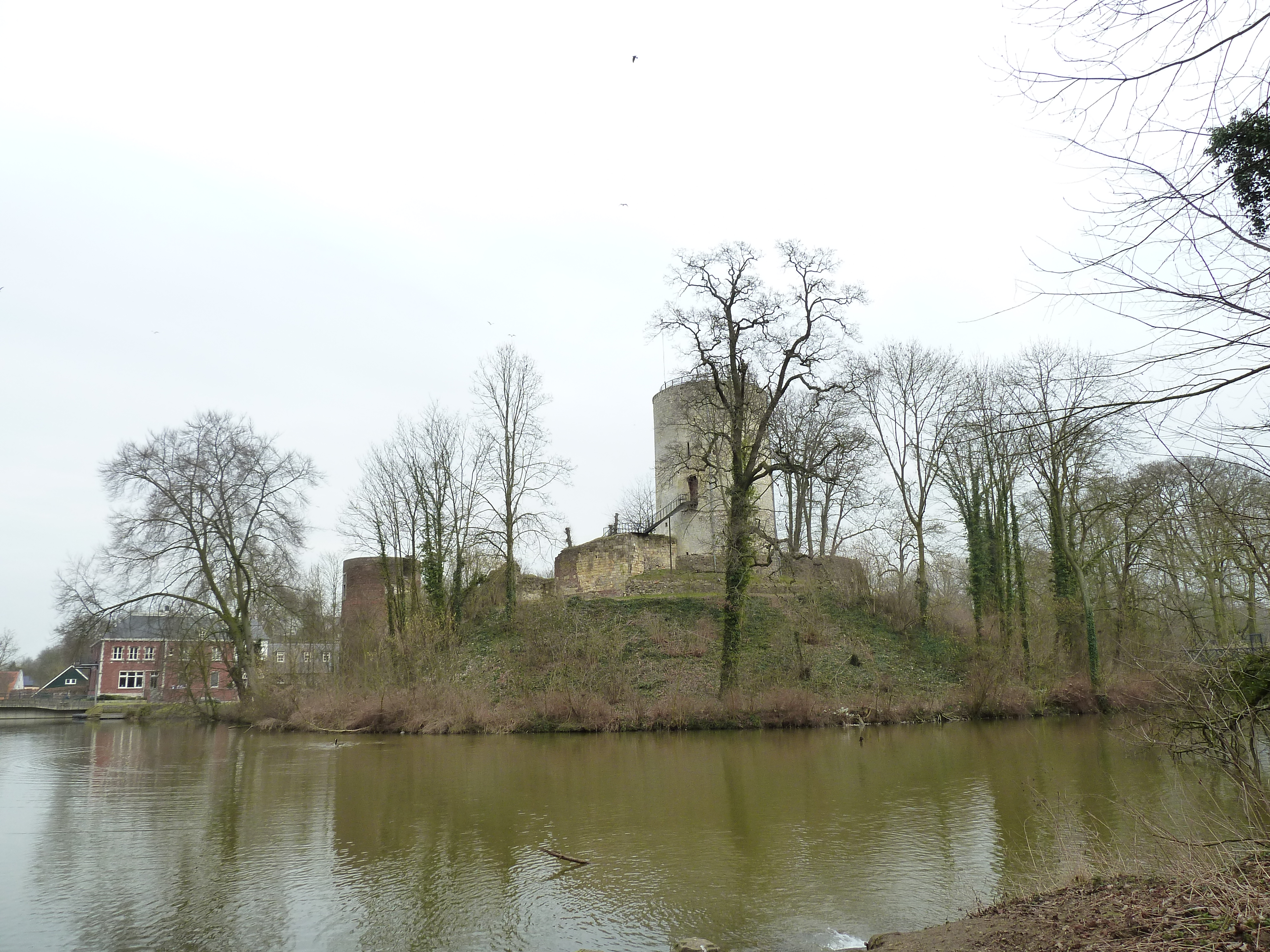
Burchteiland met slotgracht